# 斯潘塞·图尼克

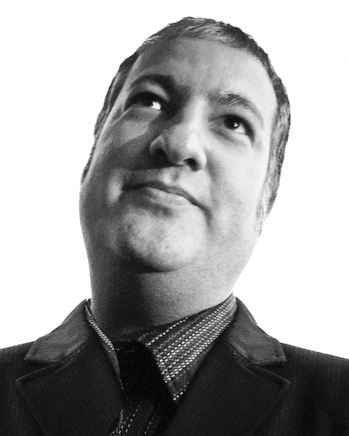
斯潘塞·图尼克

斯潘塞·图尼克（Spencer Tunick，1967年1月1日—），是一位出身美国纽约州米德尔敦（Middletown）的摄影师，以組織並拍攝大規模型裸体人物照著名，自1994年以來已拍攝全世界75餘處人體裝置藝術。
2007年5月6日，图尼克在墨西哥城进行了20,000人的裸体摄影活动，是迄今为止其职业生涯中规模最大的一次。